# 加台尔市
加台尔市（英语：Ghatail）是孟加拉国加台尔乌帕齐拉的一个村。

## 行政
根据2011年孟加拉国人口普查，加台尔市有人口35,245。
识字率为72.1%（男性77.6%，女性65.1%）。